# Monarque des Moluques
Myiagra galeata
Espèce
Statut de conservation UICN

 LC  : Préoccupation mineure
Le Monarque des Moluques (Myiagra galeata) est une espèce d'oiseaux de la famille des Monarchidae.

## Répartition
Il est endémique des Moluques en Indonésie.

## Habitat
Il habite les forêts humides de plaine tropicales et subtropicales.

## Sous-espèces
D'après Alan P. Peterson, il en existe trois sous-espèces :
- Myiagra galeata buruensis Hartert, 1903
- Myiagra galeata galeata Gray, 1861
- Myiagra galeata goramensis Sharpe, 1879

## Publication originale
- Gray, 1860 : List of birds collected by Mr Wallace at the Moluccas Islands, with descriptions of new species. Proceedings of the Zoological Society of London, vol. 1860, p. 341-366.